# Moge
Moge je priimek več znanih Slovencev:
- Rudolf Moge (*1944), matematik in politik